# Геркімер (селище, Нью-Йорк)
Геркімер (англ. Herkimer) — селище (англ. village) в США, в окрузі Геркаймер штату Нью-Йорк. Населення — 7234 особи (2020).

## Географія
Геркімер розташований за координатами 43°1′41″ пн. ш. 74°59′36″ зх. д. / 43.02806° пн. ш. 74.99333° зх. д. (43.028078, -74.993306).  За даними Бюро перепису населення США в 2010 році селище мало площу 7,00 км², з яких 6,70 км² — суходіл та 0,30 км² — водойми.

## Демографія
Згідно з переписом 2010 року, у селищі мешкали 7743 особи в 3146 домогосподарствах у складі 1622 родин. Густота населення становила 1106 осіб/км².  Було 3520 помешкань (503/км²).
Расовий склад населення:
| - 91,5 % — білих - 4,5 % — чорних або афроамериканців - 1,1 % — азіатів - 0,3 % — корінних американців - 0,1 % — вихідців з тихоокеанських островів |

До двох чи більше рас належало 1,6 %. Частка іспаномовних становила 3,3 % від усіх жителів.
За віковим діапазоном населення розподілялося таким чином: 18,2 % — особи молодші 18 років, 61,9 % — особи у віці 18—64 років, 19,9 % — особи у віці 65 років та старші. Медіана віку мешканця становила 37,0 року. На 100 осіб жіночої статі у селищі припадало 88,6 чоловіків;  на 100 жінок у віці від 18 років та старших — 85,2 чоловіків також старших 18 років.
Середній дохід на одне домашнє господарство  становив 47 208 доларів США (медіана — 38 738), а середній дохід на одну сім'ю — 62 552 долари (медіана — 49 847). Медіана доходів становила 33 370 доларів для чоловіків та 29 468 доларів для жінок. За межею бідності перебувало 19,7 % осіб, у тому числі 36,9 % дітей у віці до 18 років та 6,9 % осіб у віці 65 років та старших.
Цивільне працевлаштоване населення становило 3381 особа. Основні галузі зайнятості: освіта, охорона здоров'я та соціальна допомога — 25,6 %, роздрібна торгівля — 17,7 %, мистецтво, розваги та відпочинок — 16,6 %.